# Sebeta City Football Club
Maillots
Actualités
Dernière mise à jour : 18 janvier 2020.
Le Sebeta City Football Club (en amharique : ሰበታ ከተማ ፍች), plus couramment abrégé en Sebeta City, est un club éthiopien de football basé dans la ville de Sebeta.

## Histoire
Lors de la saison 2010-2011 du championnat éthiopien, le Sebeta City FC descend en seconde division éthiopienne après avoir fini quatorizème du championnat où les quatre derniers sont relégables.

## Personnalités du club

### Présidents
- Obsa Legese

### Entraîneurs
- Wubetu Abate